# П'єдмонт (Оклахома)
П́ідмонт (англ. Piedmont) — місто (англ. city) в США, в округах Канадіян і Кінгфішер штату Оклахома. Населення — 7402 особи (2020).

## Географія
Підмонт розташований за координатами 35°40′30″ пн. ш. 97°45′14″ зх. д. / 35.67500° пн. ш. 97.75389° зх. д. (35.674945, -97.753837).  За даними Бюро перепису населення США в 2010 році місто мало площу 114,07 км², з яких 112,91 км² — суходіл та 1,17 км² — водойми.

## Демографія
Згідно з переписом 2010 року, у місті мешкало 5720 осіб у 1948 домогосподарствах у складі 1659 родин. Густота населення становила 50 осіб/км².  Було 2006 помешкань (18/км²).
Расовий склад населення:
| - 89,7 % — білих - 3,4 % — корінних американців - 1,0 % — чорних або афроамериканців - 0,7 % — азіатів - 1,6 % — осіб інших рас |

До двох чи більше рас належало 3,7 %. Частка іспаномовних становила 4,8 % від усіх жителів.
За віковим діапазоном населення розподілялося таким чином: 31,3 % — особи молодші 18 років, 60,8 % — особи у віці 18—64 років, 7,9 % — особи у віці 65 років та старші. Медіана віку мешканця становила 36,5 року. На 100 осіб жіночої статі у місті припадало 100,4 чоловіків;  на 100 жінок у віці від 18 років та старших — 97,9 чоловіків також старших 18 років.
Середній дохід на одне домашнє господарство  становив 88 424 долари США (медіана — 73 506), а середній дохід на одну сім'ю — 95 330 доларів (медіана — 78 963). Медіана доходів становила 51 770 доларів для чоловіків та 39 288 доларів для жінок. За межею бідності перебувало 3,8 % осіб, у тому числі 5,2 % дітей у віці до 18 років та 4,3 % осіб у віці 65 років та старших.
Цивільне працевлаштоване населення становило 3436 осіб. Основні галузі зайнятості: освіта, охорона здоров'я та соціальна допомога — 22,7 %, роздрібна торгівля — 11,2 %, науковці, спеціалісти, менеджери — 9,6 %, публічна адміністрація — 8,5 %.